# Hapalocarcinus marsupialis
Hapalocarcinus marsupialis är en kräftdjursart som beskrevs av William Stimpson 1859. Hapalocarcinus marsupialis ingår i släktet Hapalocarcinus och familjen Cryptochiridae. Inga underarter finns listade i Catalogue of Life.

## Bildgalleri

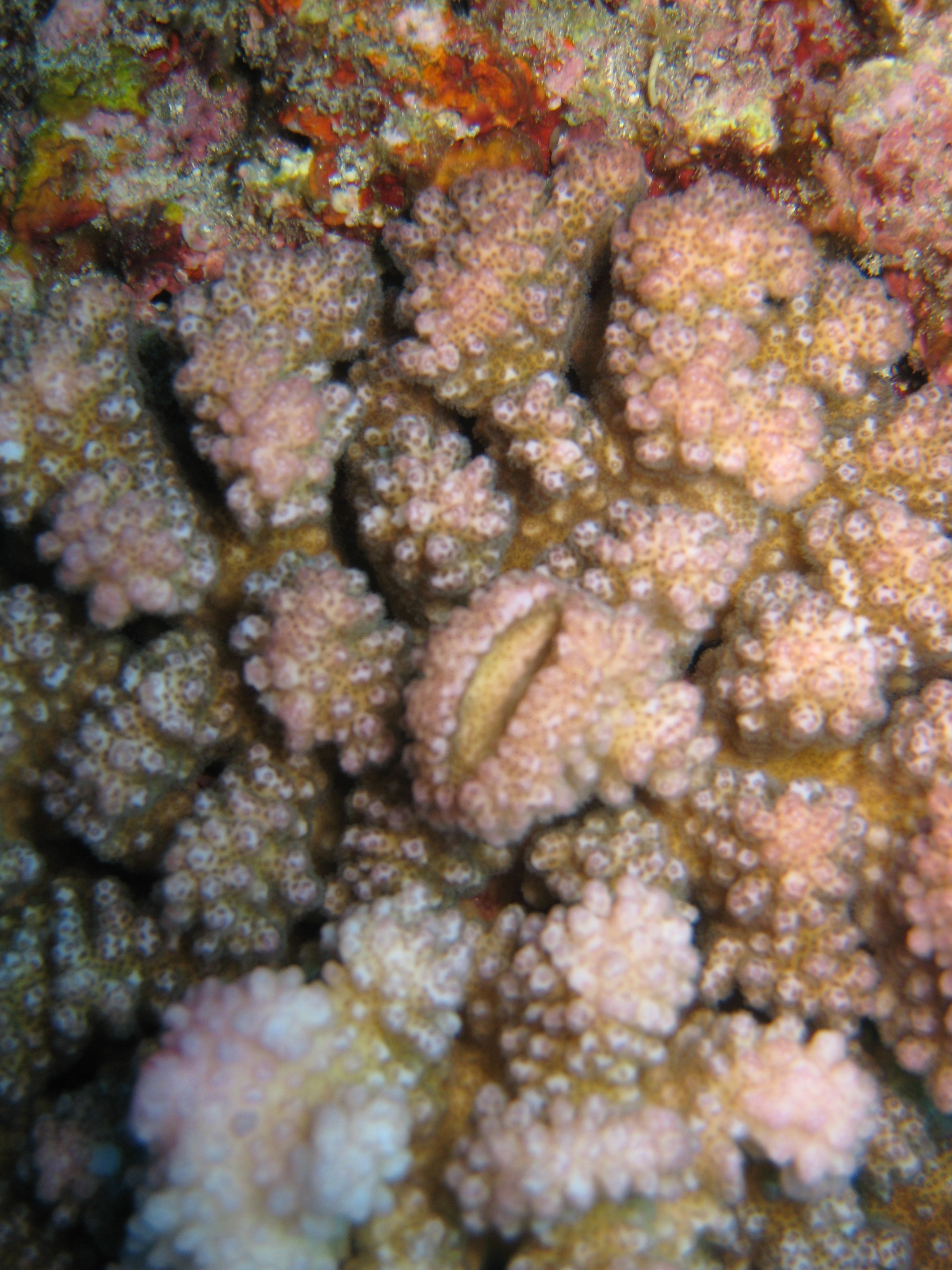
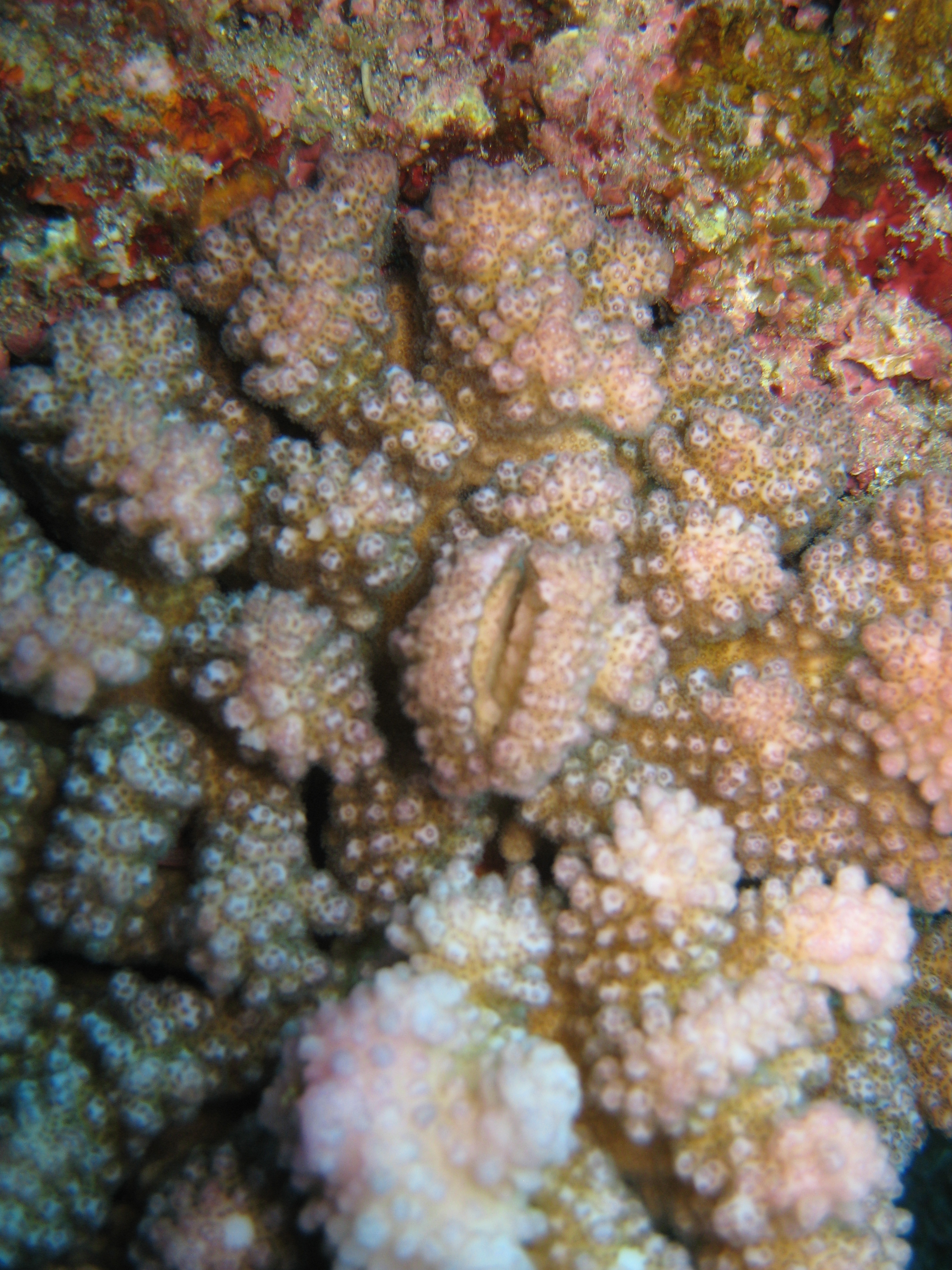